# Kento Nagasaki
Kento Nagasaki  (jap. 長崎 健人, Nagasaki Kento; * 5. Juni 1990 in der Präfektur Kanagawa) ist ein japanischer Fußballspieler.

## Karriere
Kento Nagasaki erlernte das Fußballspielen in der High-School-Mannschaft der Shizuoka Gakuen High School sowie in der Universitätsmannschaft der Shizuoka Sangyo University in Iwata. Seinen ersten Vertrag unterschrieb er bei Albirex Niigata (Singapur). Das Team ist ein Ableger des japanischen Vereins Albirex Niigata, das in der ersten Liga von Singapur, der S. League, spielt. Mit dem Verein wurde er 2016 und 2017 singapurischer Meister. Außerdem gewann er mit Albirex den Singapore Cup, den Singapore League Cup und den Singapore Community Shield. Nach 130 Spielen wechselte er 2018 nach Thailand. Hier unterschrieb er einen Vertrag beim Zweitligisten Thai Honda FC in Bangkok. Nachdem sich Thai Honda Ende 2019 aus der Liga zurückgezogen hatte, ging er 2020 zum ebenfalls in der Zweiten Liga spielenden Sisaket FC nach Sisaket. Für Sisaekt absolvierte er 28 Zweitligaspiele. Am Ende der Saison musste er mit dem Verein in die Dritte Liga absteigen. Nach dem Abstieg verließ er Sisaket und schloss sich im August 2021 dem Drittligisten Singha Golden Bells Kanchanaburi FC aus Kanchanaburi an. Mit dem Klub spielte er neunmal in der Western Region der dritten Liga. Zur Rückrunde 2021/22 wechselte er im Dezember 2021 zum ebenfalls in Kanchanaburi beheimateten Zweitligisten Muangkan United FC. Für Muangkan stand er zwölfmal in der zweiten Liga auf dem Rasen. Der Zweitligaaufsteiger Uthai Thani FC aus Uthai Thani nahm ihn im Juni 2022 unter Vertrag. Mit dem Verein wurde er am Saisonende Tabellendritter und qualifizierte sich somit zu den Aufstiegsspielen zur ersten Liga. Hier konnte man sich im Finale gegen den Customs United FC durchsetzen und stieg in die erste Liga auf. Für Uthai Thani bestritt er 38 Ligaspiele. Nach Ende der Saison wurde sein Vertrag in Uthai Thani nicht verlängert. Zu Beginn der Saison 2023/24 verpflichtete ihn der Erstligaabsteiger Nongbua Pitchaya FC. Am Ende der Saison 2023/24 wurde er mit dem Klub aus Nong Bua Lamphu Vizemeister und stieg direkt wieder in die erste Liga auf. Nach dem Aufstieg wurde sein Vertrag im Sommer 2024 nicht verlängert. Für den Verein aus Nong Bua Lamphu bestritt er 33 Ligaspiele. Im Juni 2024 verpflichtete ihn der Zweitligist Nakhon Si United FC. Nach einer Spielzeit, in der er 29 Ligaspiele bestritt, wurde sein Vertrag im Sommer 2025 nicht verlängert. Im Juli 2025 unterschrieb er einen Vertrag bei seinem ehemaligen Verein, dem Erstligaabsteiger Nongbua Pitchaya FC.

## Erfolge
Albirex Niigata (Singapur)
- Singapore Premier League: 2016, 2017
- Singapore Cup: 2015, 2016, 2017
- Singapore League Cup: 2015, 2016, 2017
- Singapore Community Shield: 2016, 2017

Nongbua Pitchaya FC
- Thailändischer Zweitligameister: 2023/24  ▲

## Auszeichnungen
S. League
- Spieler des Jahres: 2017